# Санта-Фьора, Сфорца Асканио Сфорца
Сфорца Асканио Сфорца (итал. Sforza Ascanio Sforza; 1520, Санта-Фьора — 21 октября 1575, Кастель-Аркуато), 10-й граф ди Санта-Фьора — итальянский кондотьер, военный деятель Папского государства, Священной Римской империи и Испанской империи.

## Биография
Сын Бозио II Сфорца, графа ди Санта-Фьора, и Костанцы, внебрачной дочери кардинала Алессандро Фарнезе.
Получил образование сначала при дворе своего родственника Франческо II, герцога Миланского, а после его смерти (1535) в Риме, под присмотром кардинала Алессандро Фарнезе.
Отказавшись от карьеры кондотьера, он служил императору Карлу V в войнах в Ломбардии и в Алжирской экспедиции.
Вместе с братьями был возведён папой в достоинство графа консистории и Латеранского дворца, с широкими привилегиями (1539), и послан с другими капитанами на усмирение восстания Перуджи. В 1540 году назначен губернатором Пармы и Пьяченцы, в 1541 году получил Кастель-Сан-Джованни в Пьячентино и другие феоды.
Снова он сражался за императора в Ломбардии, а в Германии — против Шмалькальденского союза при Ингольштадте, Донаувёрте, Ульме (1546). После смерти Пьера Луиджи Фарнезе он помог передать Парму церкви (1547) и был назначен генерал-капитаном папской кавалерии. Генерал-капитан папской гвардии (25.02.1548).
В ходе Сиенской войны он был генерал-капитаном итальянской и испанской кавалерии, сыграл большую роль в разгроме Пьеро Строцци и взятии города, и 20 апреля 1555 стал капитаном и генерал-губернатором от имени императора и Козимо I Медичи.
Сражался на стороне испанцев в их войне против Павла IV и французов и энергично защищал Чивителлу-дель-Тронто (1557).
В 1556 году на капитуле в Антверпене принят Филиппом II в рыцари ордена Золотого руна. Получил во владение Рокка-Альбенги в Сиене от Козимо Медичи (1560). В 1565 году был тосканским послом при императорском дворе в Вене.
Герцог Пармский возвёл Кастель-Аркуато, Торкьяру и Фелино, древние вотчины Санта-Фьоры, в ранг маркизата, а Кастель-Сан-Джованни в графство (1567).
Поставленный Пием V во главе папского ополчения, посланного на помощь королю Карлу IX против гугенотов, он отличился в битве при Монконтуре (3 октября 1569) и получил от короля тридцать семь знамён, захваченных у противника, и которые были вывешены в Латеранской базилике. Тем не менее, он был «очень недоволен характером французов», и, будучи больным, вернулся в Италию (1570), не в состоянии выполнить задание, данное ему папой, по защите Авиньона и Конта-Венессена. Был генералом испанской пехоты в войне с турками и сражался под командованием дона Хуана Австрийского в битве при Лепанто. 
Испанский генерал и советник губернатора Нидерландов (1571). Умер 21 октября 1575 года в Кастель-Аркуато, прославившись военной доблестью, религиозностью, рассудительностью и щедростью.

## Семья
1-я жена (1540): Луиджа Паллавичино (ум. 1552), дочь маркиза Паллавичино и Елены Сальвиати, вдова Джанфранчесо Гонзаги, синьора Сабьонетты, наследница замков и феодов Фелино, Кастель-Сен-Джованни, Монтичелли, Торкьяры и Полезине
Дочь:
- Костанца (1550—22.01.1617). Муж (1576): Джакомо Бонкомпаньи (1548—1612), 1-й герцог ди Сора

2-я жена (18.01.1553): Катерина де Нобили (1540—1605), дочь Винченцо де Нобили и Маддалены Барболани
Сын:
- Франческо (6.11.1562—9.09.1624), кардинал